# Loyettes
Loyettes – miejscowość i gmina we Francji, w regionie Owernia-Rodan-Alpy, w departamencie Ain.

## Demografia
Według danych na styczeń 2012 roku gminę zamieszkiwały 3034 osoby, a gęstość zaludnienia wynosiła 142,6 osób/km².

## Współpraca
Miejscowość partnerska:
- Namur, Belgia